# 경남대학교
경남대학교(慶南大學校, Kyungnam University)는 경상남도 창원시 마산합포구 일대에 소재하고 있는 사립 대학으로 현재 5개 대학원(일반, 산업경영, 교육, 행정, 북한)과 8개 단과대학(문과대학, 건강보건대학, 사범대학, 경영대학, 공공인재대학, 공과대학, AI·SW융합대학, 교양융합대학)으로 이루어져 있다. 부속기관으로 중앙도서관, 한마생활관, 박물관, 평생교육원, 언론출판원, 교육연수원, 공학기술연구원 등이 있고, 부설연구소로 극동문제연구소, 지방자치연구소, 환경문제연구소, 인문과학연구소, 기초과학연구소, 산업경영연구소, 교육문제연구소, 신소재연구소, 식품생명공학연구소 등이 있다.

## 연혁
1946년 9월 1일 서울에서 독립지사였던 신익희 선생(설립자)과 이승만, 김구 선생(고문)이 뜻을 모아 국민대학관(國民大學館)을 설립했고, 1948년 8월 10일 국민대학(國民大學)으로 승격했으며, 신익희 선생이 초대학장에 취임함으로써 대학으로서의 면모를 갖추게 되었다.
이때 주로 자금을 댄 최범술 측과 학생들의 갈등이 생기면서 학교 운영권을 잃은 최범술측 재단은 서울 마포에 비인가 대학으로 국민대학관을 재개교 한다. 이것은 지금의 경남대학교가 되었다.
마포의 국민대학관은 한국전쟁 시기에 학교를 합천 해인사 경내로 이전하면서 1952년 3월 23일 교명을 해인대학(海印大學)으로 바꾸었다. 같은 해 8월 다시 경상남도 진주시 강남동으로 옮겼으며, 1956년 4월에 경상남도 창원시 마산합포구 완월동에 위치한 새 교사로 이전한 후 1961년 2월 22일 교명을 마산대학(馬山大學)으로 변경하였다.
1968년에는 대학의 운영을 학교법인 삼양학원이 맡게 되었으며, 1970년 5월 20일에는 학교법인 경남학원으로 정관을 변경하면서 제2의 창학기를 맞게 되었다. 이듬해인 1971년 12월 31일 경남대학(慶南大學)으로 교명을 변경하였다.
1973년 11월에는 경상남도 창원시 마산합포구 월영동 449번지 일대의 약 12만평에 달하는 현재의 위치로 이전하였다. 월영캠퍼스에서 괄목할 만한 성장을 거듭하다 1982년 3월 1일 종합대학교로 승격되었으며, 1987년 11월 학교법인 명칭을 경남학원에서 한마학원으로 변경하여 오늘에 이르고 있다.
- 2021년 : 정부 일반재정지원대학 선정

## 교육편제

### 대학원
경남대학교는 일반대학원 1개원, 특수대학원 3개원을 설립하여 석·박사 과정을 제공하고 있다.

## 캠퍼스 풍경

### 중앙도서관
경남대학교의 중앙도서관은 지하 1층, 지상 10층의 연건평 3,761평 규모의 현대식 건물로서 1층은 대출실, 전자정보자료실, 2층은 일반 열람실, 3층은 연속간행물실, 수험자료실, 학위논문실, 4층은 참고자료실, 신간자료실, 고전자료실, 한적실, 5층은 중앙도서관장실, 학술정보실 및 전산실, 6층은 일반열람실로 운영되고 있다. 열람좌석은 단과대학 독서실을 포함하여 2,100여석을 구비하고 있으며, 약 80만 여권의 장서를 소장하고 있다. 웹을 기반으로 한 전자도서관 서비스를 실시하고 있으며, 각종 멀티미디어 자료를 구비하고 있다.

### 박물관
경남대학교 박물관은 1976년 11월 18일에 개관하였다. 개관 당시 인문관에 위치하였던 박물관은 1980년 9월 중앙도서관으로 이전하였다가 2008년 5월에 한마미래관으로 이전하였다. 2006년 1월에는 경상남도에 박물관 등록을 하고, 같은 해 4월에 국립중앙박물관으로부터 '경력인정대상기관'으로 선정되었다. 경남대학교 박물관의 특화방향은 경남지방의 향토문화 연구와 선사 시대 및 삼국 시대 가야의 유적과 유물에 대한 것이며, 각종 보고서와 전시 등을 통해 그 결과를 공개하고 있다. 더불어 부설 연구기관으로 '가라문화연구소'를 두고 옛 가야지역(주로 마산과 창원지역 등 중부해안지대)의 역사와 문화, 사회에 대한 종합적 연구를 진행하면서 기관지인 《가라문화》를 간행하고 있다. 또한 일본의 야마구치현립대학의 도서관에 소장되었던 '데라우치문고' 중 한국사와 관련된 전적류 98종 135점을 기증받아 소장하고 있다.